# 路易斯·科斯特尔
路易斯·爱德华多·科斯特尔·培尼亚（西班牙語：Luis Eduardo Koster Peña，1942年3月24日—2021年11月14日），乌拉圭篮球运动员，曾代表乌拉圭参加1964年夏季奥运会男子篮球比赛，并获得第八名。